# De inventione
De inventione (Sobre la invención retórica) es un manual de oratoria que Cicerón escribió de joven, en torno a 86 a. C. Originalmente tenía cuatro libros, pero solo se han conservado dos. Se convirtió en texto base de la enseñanza hasta el siglo XII.

## Contenido

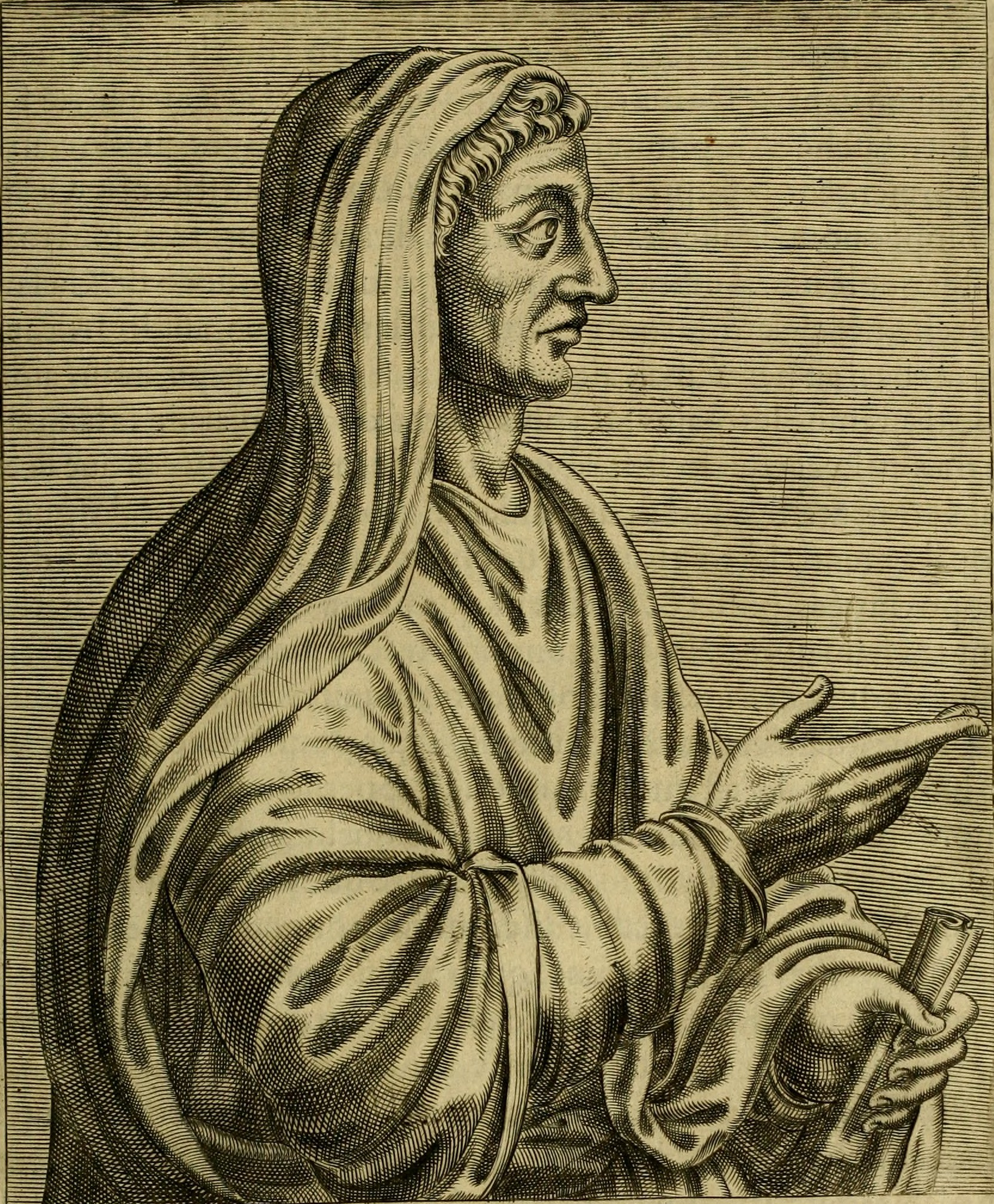
Retrato de Cicerón, por André Thevet.

En esta obra, Cicerón defiende el vínculo entre elocuencia y sabiduría y pone énfasis en la necesidad de una preparación global del orador.
De inventione fue una de las obras de Cicerón traducidas del latín a partir de 1422 por Alonso García de Cartagena (ca. 1384 - 1456), obispo de Burgos.